# Hudsonema amabile
Hudsonema amabile är en nattsländeart som först beskrevs av Mclachlan 1868.  Hudsonema amabile ingår i släktet Hudsonema och familjen långhornssländor. Inga underarter finns listade i Catalogue of Life.